# Каи (певач)
Ким Џонгин (кореј.김종인; рођен 14. јануара 1994. године), познатији као Каи, је јужнокорејски певач, модел, глумац и плесач. Он је члан кинеско-јужнокорејске музичке групе ЕXO, њене подгрупе ЕXO-К (за корејско тржиште), као и јужнокорејске групе SuperM. Дебитовао је као солиста новембра 2020. године, са својом првом плочом под именом ”Kai". Поред своје музичке каријере, Каи је такође глумио у неколико телевизијских драма као сто су ”Choco Bank” (2016), ”Andante” (2017), ”Spring has come”      (2018). Каи се сматра једним од најбољих плесача у Јужној Кореји и К-поп индустрији, као и и једном од наутицајнијих модних икона.

## Детињство
Каи је рођен 14. Јануара 1994. године у Сунчеону, провинција Јужна Џела, као најмлађи члан своје породице, са две старије сестре. Иако су његови родитељи тежили ка томе да Каи тренира таеквондо и свира клавир, он је ипак почео да се бави балетом у основној школи након што је одгледао балет ”Крцко Орашчић”, и почео са џез плесом када је имао осам година. Његов покојни отац био је најзначајнији фактор Каијевог упознавања са плесом. што је приказано у Гучијевом пројекту ”The Performers" (2019) о Каијевом одрастању. Каи је похађао и завршио средњу школу ”School of performing arts Seoul”  2012. године.

## Каријера

### 2011-2015ː Почеци каријере
Подржан од стране свог оца, Каи је 2007. године учествовао и победио на такмичењу младих у организацији СМ Ентертејнмента и придружио се компанији са 13 година. 23. децембра 2011. Каи је најављен као први члан К-поп групе ЕXO. Свој први телевизијски наступ Каи је имао са члановима групе Ехо, Луханом, Ченом и Таом и осталим члановима СМ Ентертејнмента на СБС-овом новогодишњем програму ”Gayo Daejeon” 29. децембра 2011. године. Ехо је званично дебитовао у априлу 2012. и постигао невероватан комерцијални успех.
У октобру 2012. Каи је учествовао са осталим члановима СМ Ентертејнмента у промотивној групи ”Younique Unit”, која је објавила сингл под називом ”Maxstep”, као део сарадње СМ Ентертејнмента и Хјундаија. Касније 2012, Каи се придружио и групи ”SM The Performance” у продукцији СМ Ентертејнмента, заједно са Лејем из своје групе ЕXO, као и члановима група Супер Џуниор и Шајни. Група је свој први наступ имала на СБС-овом новогодишњем програму ”Gayo Daejeon” 2012. године са песмом ”Spectrum". Сингл је објављен следећег дана на свим музичким платформама. У августу 2014, Каи је радио на песми ”Pretty Boy” свог најбољег пријатеља Темина, члана групе Шајни.

### 2016-2019ː Глумачка каријера и SuperM
У јануару 2016. Каи је започео глумачку каријеру главном улогом у веб драми ”Choco Bank”, која је постигла рекордну гледаност. У децембру 2016. Каи је учествовао у две епизоде специјалне веб драме под називом ”7 First Kisses”.
У јануару 2017. Каи је најављен као главни глумац у КБС-овом тинејџерској драми ”Andante”. У фебруару 2017. Каи је почео са снимањем јапанске драме ”Spring Has Come", снимљеној по истоименој јапанској новели. Драма је постала прва серија јапанске продукције куће ”Wowow” у којој главну улогу није играо Јапанац.
У децембру 2017. Каи се нашао на насловној страни децембарског издања часописа ”The Big Issue", познатом по хуманитарној помоћи бескућницима. Часопис је продат у преко 20.000 примерака у прва два дана, а до сада је продат у преко 80.000 примерака, што је највећи број продатих примерака тог часописа од његовог објављивања јула 2010. године. У 2018. години, Каи је глумио у КБС-овој мелодрами под називом ”The Miracle We Met".
7. августа 2019. године, Каи је потврђен као члан нове К-поп супергрупе под називом ”SuperM”, у продукцији СМ Ентертејнмента и Капитол Рекордса. Група је намењена америчком тржишту и са својим промоцијама започела је октобра исте године. Група је до сада издала два албума, међу којима и дебитантски албум, који је дебитовао на првом месту америчке топ листе албума Billboard 200, чиме је група постала први азијски извођач коме је то пошло за руком са дебитантским албумом. SuperM је до сада продао преко милион албума широм света и добио бројна светска признања. 2019. године, Каи је постао глобални амбасадор Гучијеве колекције мушких наочара.

### 2020-данасː Соло каријера и војни рок
3. јула 2020. СМ Ентерјенмент најавио је Каијев дебитантски соло албум које ће бити објављен у другој половини 2020. године. 12. октобра 2020. године Каи је постао прва мушка муза интернационалног козметичког бренда Bobbi Brown.
30. новембра 2020. Каи је објавио свој први соло албум истоименог назива и водећи сингл ”Mmmh". Албум је дебитовао на другом месту корејске топ листе Gaon Album Chart и постигао платинасти тираж са преко 250.000 продатих примерака.
30. новембра 2021. године Каи објављује свој други соло албум под називом ”Peaches" и истоимени водећи сингл. Албум је позитивно прихваћен од стране публике, али и критичара. И овај албум је дебитовао на другом месту корејске топ листе Gaon Album Chart и постигао платинасти тираж са преко 250.000 продатих примерака. Поред тога, албум се нашао на неколико интернационалних топ листа најбољих К-поп албума у 2021. години.
Фебруара 2023. СМ Ентертејнмент је потврдио излазак Каијевог трећег соло албума. Албум ”Rover" и истоимени сингл издати су 13. марта 2023. године. Rover је постао први Каијев албум који је дебитовао на првом месту корејске топ листе албума Circle Album Chart, као и на 8. месту јапанске топ листе Billboard Japan. Уз то, истоимени сингл освојио је две победе на корејским телевизијским музичким такмичењима. И овај албум продат је у преко 250.000 примерака.
4. маја 2023. СМ Ентертејнмент је објавио да ће Каи имати онлајн фанмитинг под називом ”Kai's aKAIve” 9. маја, два дана пре неочекиваног одласка у војску. 11. маја 2023. Каи је отпочео војни рок, само два месеца пре објављивања ЕXO-овог седмог студијског албума (Exist), на којем је учествовао вокално.

## Дискографија
1. Kai (2020)
2. Peaches(2021)
3. Rover(2023)